# پالانی، هند
پالانی (به انگلیسی: Palani) یک منطقهٔ مسکونی در هند است که در بخش دیندیگل واقع شده‌است. پالانی ۷۰٬۴۶۷ نفر جمعیت دارد.